# Cent-Jours
Pour un article plus général, voir Premier Empire.
Pour les articles homonymes, voir Cent-Jours (homonymie).
 (mai 2020).
20 mars – 7 juillet 1815
(3 mois et 17 jours)
Entités précédentes :
- Royaume de France (Première Restauration)

Entités suivantes :
- Royaume de France (Seconde Restauration)

Les Cent-Jours sont la période de l'histoire de France comprise entre le retour en France de l'empereur Napoléon Ier, le 1er mars 1815, et la dissolution de la Commission Napoléon II, chargée du pouvoir exécutif après la seconde abdication de Napoléon Ier, le 7 juillet 1815.
Du 1er au 20 mars 1815, la reconquête du pouvoir par Napoléon est rythmée par son débarquement à Golfe-Juan et sa marche de plus en plus triomphale vers Paris. Cette période est surnommée le « vol de l'Aigle » par l'historiographie favorable à l'empereur. Du 20 mars au 22 juin 1815, c'est le second règne impérial de Napoléon Ier. Cette période voit le rétablissement du contrôle de l'administration et de l'armée par Napoléon, la modification de la Constitution avec l'Acte additionnel, et la reprise de la guerre contre les Alliés (Septième Coalition) qui s'achève par la défaite française à la bataille de Waterloo, et l'abdication de l'empereur. Du 22 juin au 7 juillet 1815, la Commission de gouvernement, établie à la suite de la seconde abdication, maintient l'existence des pouvoirs exécutifs pendant deux semaines, puis laisse remonter sur le trône Louis XVIII, alors réfugié à Gand, après l'occupation de Paris par les armées britannique et prussienne.

## Origine de l'expression
À l'origine l'expression « Les Cent-Jours » ne désignait pas la durée du retour impérial mais celle de l'absence du roi Louis XVIII de Paris. On doit son invention au préfet de la Seine, Chabrol de Volvic, qui accueillit Louis XVIII à son retour en ces termes : « Sire, cent jours se sont écoulés depuis le moment fatal où Votre Majesté, forcée de s'arracher aux affections les plus chères, quitta sa capitale au milieu des larmes et des lamentations publiques ». La chose n'était d'ailleurs pas vraiment exacte puisque, entre le départ du roi le 20 mars et son retour le 8 juillet, il s'était écoulé cent dix jours. Dès 1819, dans ses Mémoires sur les Cent jours, Benjamin Constant appliquait déjà l'expression au retour de Napoléon. Chateaubriand en fit de même.
L'expression des "Cent-Jours" est demeurée dans la mémoire politique française. Dans le langage des analystes politiques français, elle désigne la période durant laquelle un nouveau président élu, ou un nouveau gouvernement, peut théoriquement le mieux appliquer son programme. Elle implique aussi une forme d'indulgence, provisoire, des citoyens à l'égard d'un pouvoir récemment élu.

## Le retour de l'empereur

### La condamnation à l’exil

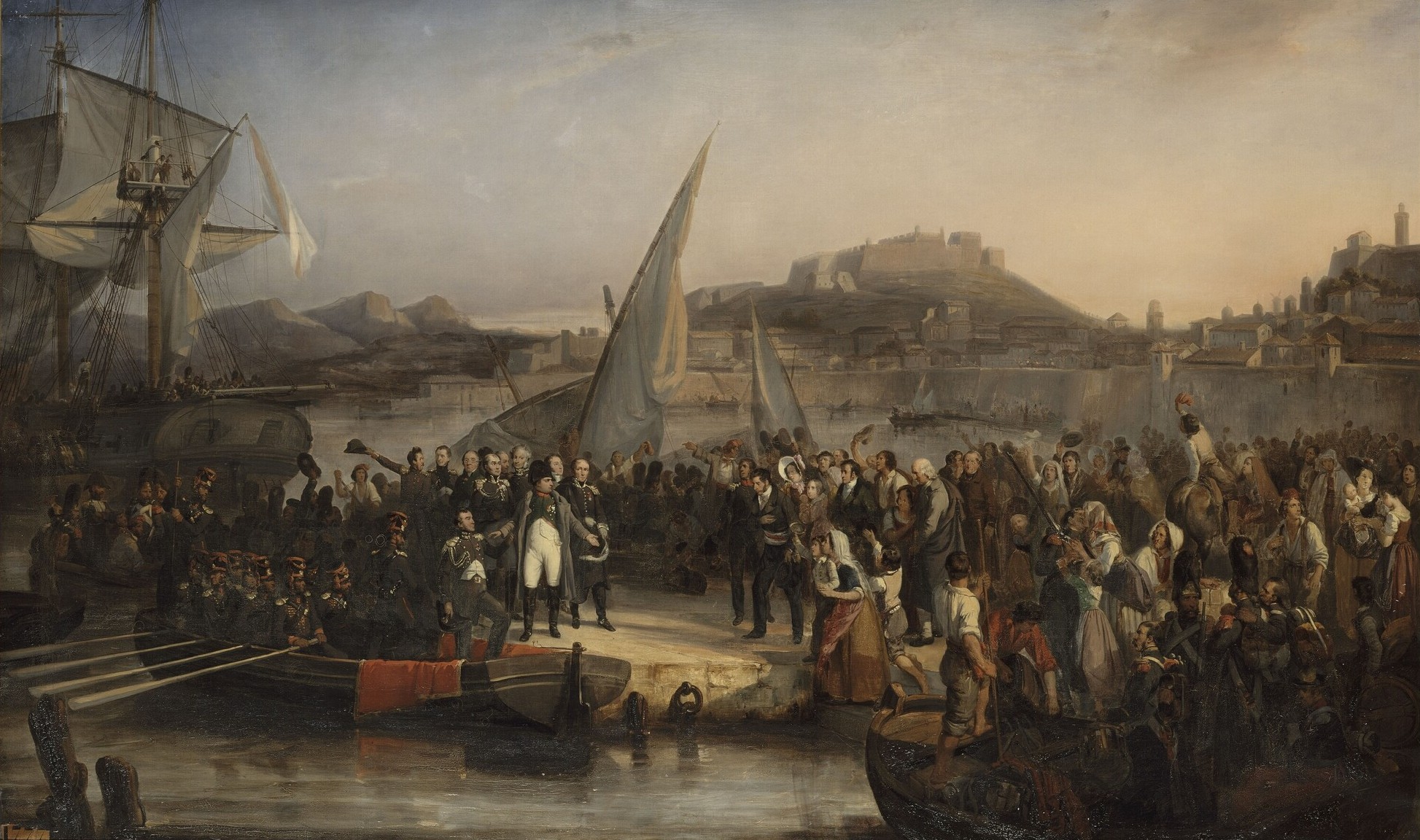
Napoléon quittant l’île d’Elbe, le 26 février 1815.

En février et mars 1814, l'empereur Napoléon défend les territoires français contre toute l'Europe coalisée. En dépit de victoires parfois brillantes de l'armée impériale les Alliés finissent par arriver devant Paris, alors que Napoléon veut les arrêter à Saint-Dizier. Mais, arrivé trop tard en Île-de-France, il doit se replier à Fontainebleau.
Après sa défaite militaire, les maréchaux forcent l'empereur à abdiquer, et il est déchu par le Sénat dès le 3 avril. L’intention de Napoléon était d'abandonner la couronne impériale à son fils Napoléon II, mais les puissances alliées exigent une abdication inconditionnelle, signée le 6 avril 1814. Les Coalisés l'exilent alors sur l'île d'Elbe.
Le 20 avril, ont lieu les « Adieux de Fontainebleau ». Napoléon embarque à Saint-Raphaël et, arrivant à Portoferraio le 3 mai, y débarque le 4. Ce même jour, Louis XVIII fait son entrée à Paris.

### Le voyage de retour
Les clauses du traité de Fontainebleau ne sont pas respectées, la rente n'est pas payée ; Napoléon apprend en outre qu'au congrès de Vienne il est question de l'exiler aux Açores ou sur l'île Sainte-Hélène. D'autre part, Cipriani, un de ses proches, envoyé en Autriche fin 1814, lui apprend la trahison et l'infidélité de son épouse Marie-Louise.
C'est en plein jour, au vu et au su de tous que, le 1er mars 1815, le débarquement, se fait à Vallauris. Un premier bivouac est installé sur le rivage de ce qui est désormais Golfe-Juan.
Napoléon a demandé au général Cambronne, qui commande l'avant-garde, de ne tirer aucun coup de fusil. La surprise et la rapidité sont les moyens essentiels de la réussite de cette opération. À la nuit, Napoléon arrive à Cannes par les dunes. Le 2 mars, 64 km sont effectués jusqu'à Séranon où la troupe bivouaque dans la neige à plus de 1 000 mètres. Le 3 mars, dès l'aube elle se met en marche pour atteindre Castellane. Napoléon est accueilli à la sous-préfecture. Le 4 mars, par le col de Corobin, la troupe descend à Digne-les-Bains où elle retrouve la route qui court le long de la Bléone. Pendant que la petite armée bivouaque dans les jardins du château de Malijai, au confluent de la Bléone et de la Durance, Cambronne est parti en avant pour Sisteron.
Au petit matin du 5 mars, Napoléon se remet en route et passe par L'Escale et Volonne sur la rive gauche de la Durance, puis pénètre à Sisteron par la porte du Dauphiné.

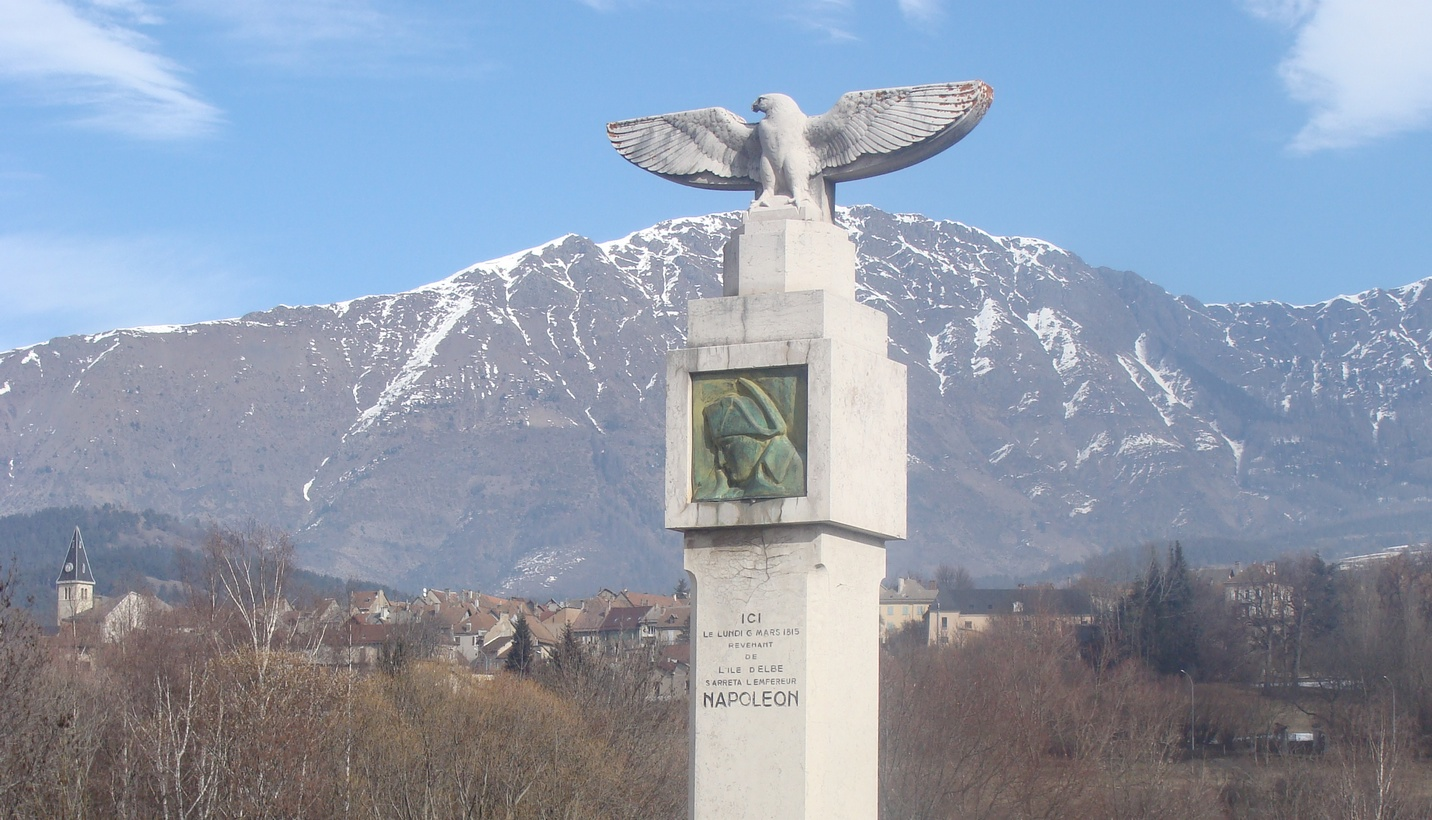
Le monument commémorant la halte de Napoléon aux Barraques (aujourd'hui La Fare-en-Champsaur).

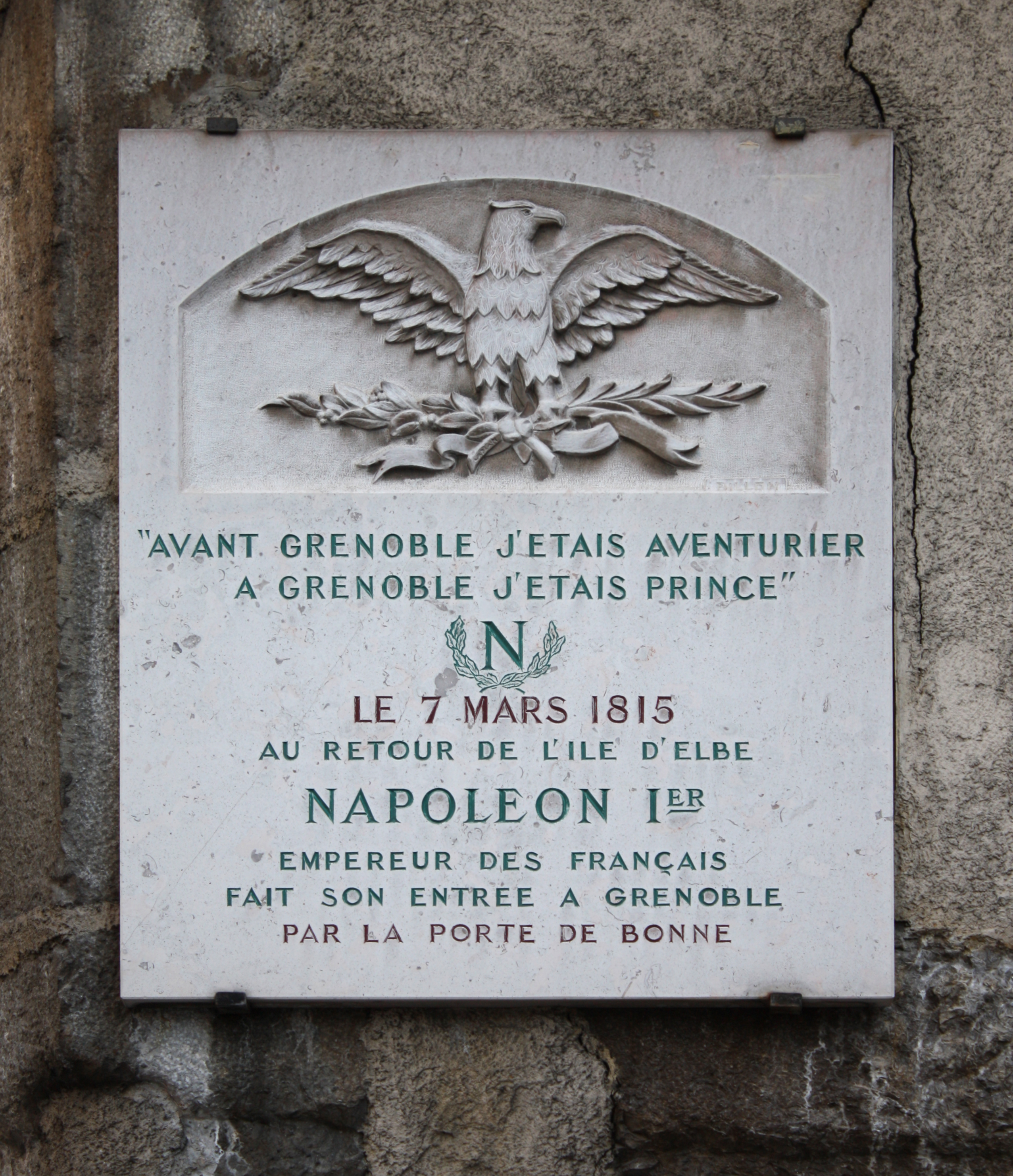
Grenoble, plaque de la route Napoléon sur le site de l'ancienne porte de Bonne.

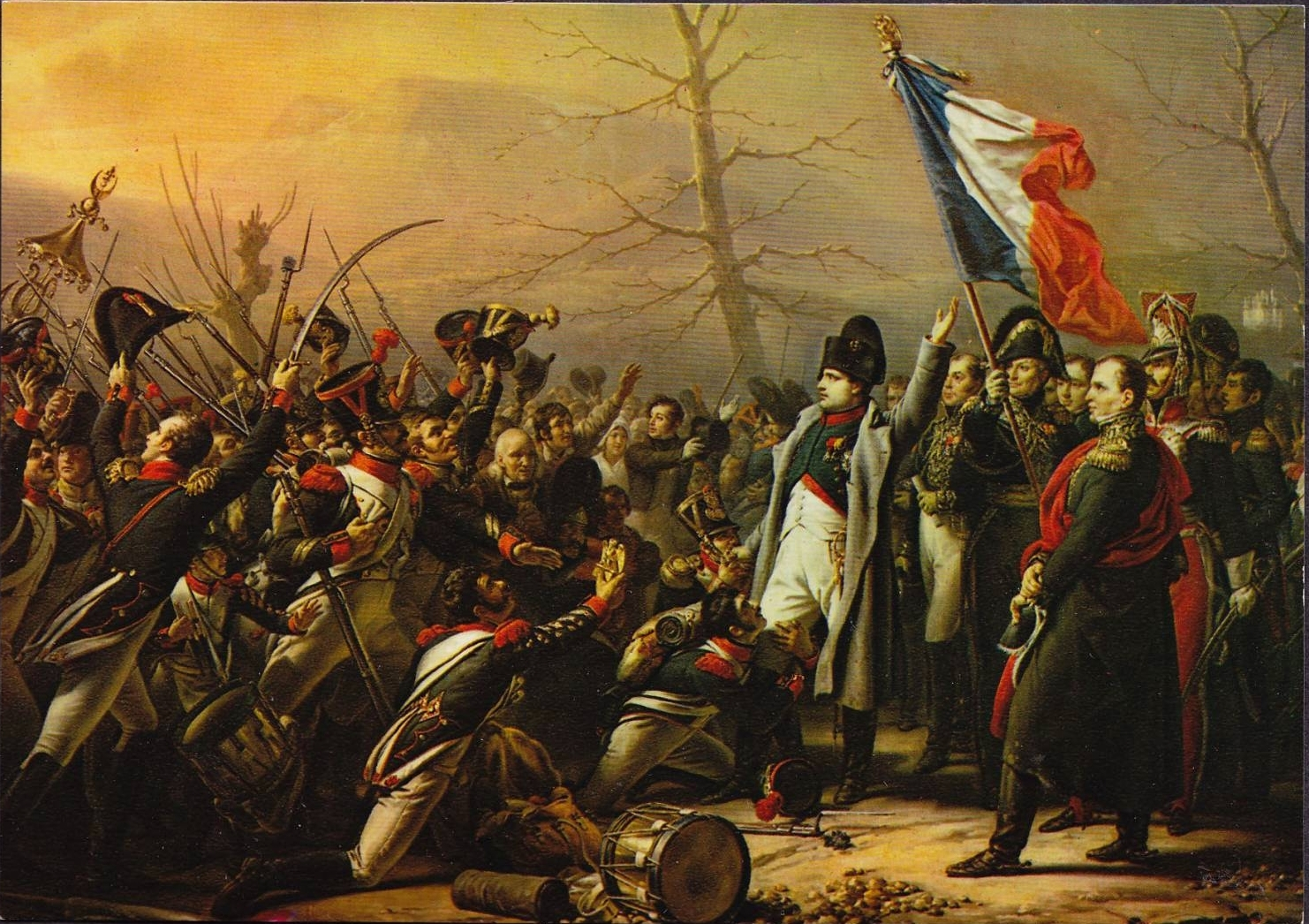
Le ralliement du 7e d’infanterie de ligne à l'Empereur, le 7 mars 1815.

Le 6 mars, la troupe quitte Gap. Le 7 mars, jour de marche le plus long, l'armée se met en route pour Grenoble. Cambronne marche avec quelques heures d'avance à la tête d'une compagnie de grenadiers et de quelques estafettes polonaises. Il a ouvert la route en empêchant des soldats royalistes venus de Grenoble d'accomplir leur mission de faire sauter le Pont-Haut, à l'entrée de La Mure. Le général Marchand, qui commande à Grenoble, est décidé à arrêter Napoléon et à l'enfermer au fort Barraux. Il a envoyé le bataillon du commandant Lessard qui a pris position à Laffrey, défilé étroit situé entre la colline et le lac. C'est là que se déroule à la « Prairie de la Rencontre », ainsi nommée par Stendhal, la scène où Napoléon ouvrant sa redingote s'avance devant les soldats royalistes et leur crie : « Soldats du 5e ! Reconnaissez votre empereur ! S'il en est qui veut me tuer, me voilà ! ». Les soldats du 5e d’infanterie de ligne se rallient.
La rampe de Laffrey descend sur Vizille où Napoléon passe devant le château de Lesdiguières. Il monte ensuite sur le plateau de Brié-et-Angonnes, où il rencontre au hameau de Tavernolles le 7e régiment d'infanterie de ligne commandé par La Bédoyère venu à sa rencontre et qui se rallie également à Napoléon. L'empereur redescend vers Eybens, où une longue ligne droite mène à Grenoble et à la porte de Bonne que le général Marchand tient close. Au bout de quelques heures la population parvient à l'enfoncer ; à la nuit tombée, Napoléon entre place Grenette acclamé par la foule. Deux jours passés dans la ville de Grenoble ont permis à l’empereur de recevoir les autorités, d’édicter les premiers décrets et d’envoyer, via Turin, un courrier à Marie-Louise, lui donnant rendez-vous à Paris.

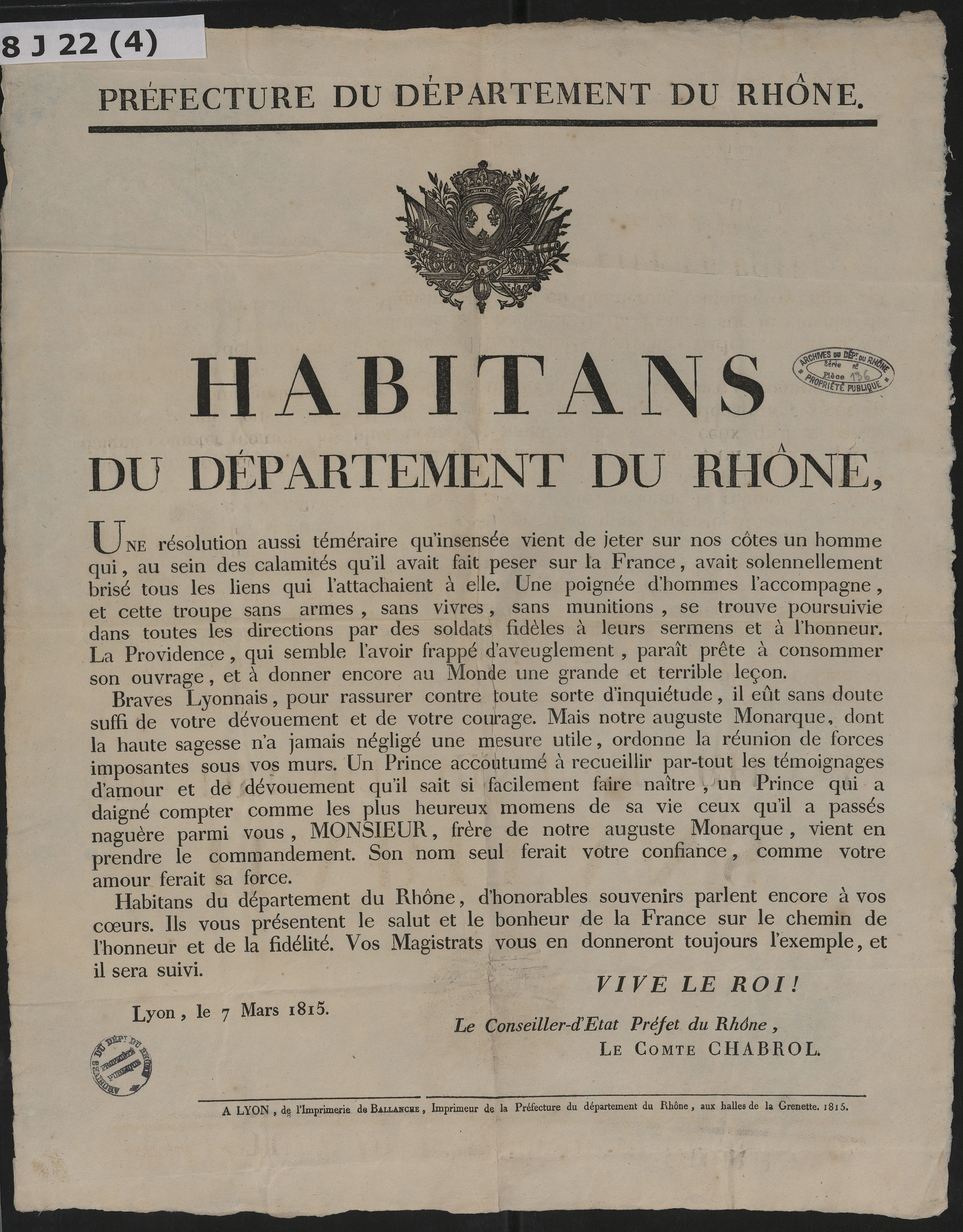
Affiche royaliste à l'attention des habitants du Rhône. 7 mars 1815.

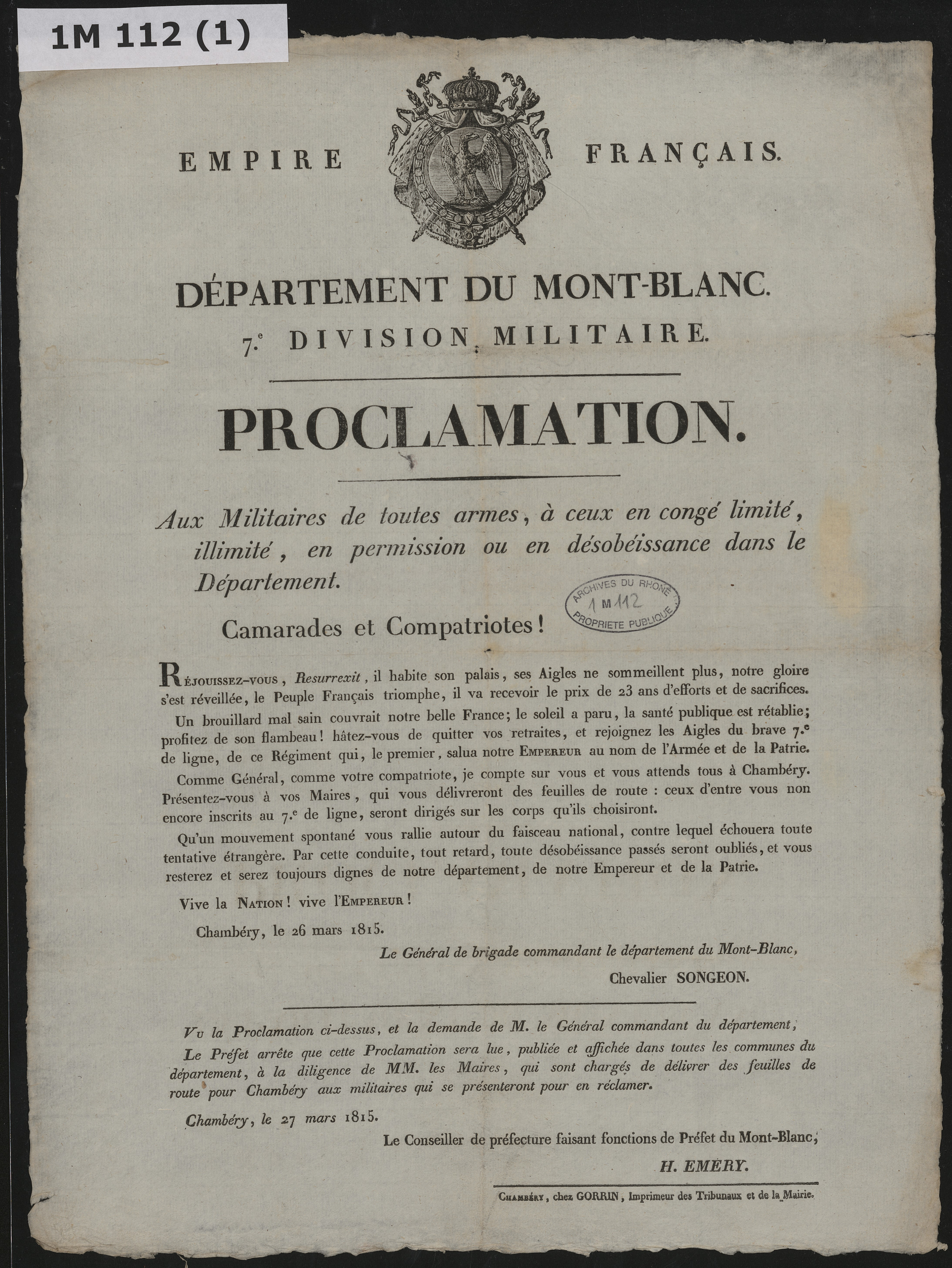
Proclamation du général Sonjeon appelant les militaires à soutenir le retour de l'Empereur, 26 mars 1815.

Le 9 mars, dans l’après-midi, la colonne quitte Grenoble par la porte de France. Après un arrêt à Voreppe, nouvelle halte à Moirans, la troupe se remet en route et arrive à Bourgoin-Jallieu à trois heures, ville que Napoléon quitte finalement à quinze heures. Le 10 mars, c'est l'entrée triomphale dans Lyon, alors deuxième ville du Royaume. Le comte d'Artois, frère de Louis XVIII et futur Charles X, aidé du maréchal Macdonald, souhaite organiser la résistance. ll fait barricader le pont de La Guillotière, mais il ne dispose pas de munitions, alors que l’ex-Empereur a pu se procurer des armes à Grenoble. À l’approche de l’Aigle, Artois envoie des troupes à sa rencontre mais elles sympathisent avec l’ennemi, contraignant Artois à fuir. Le 11 mars à Lyon, Napoléon passe des troupes en revue. Il envoie un nouveau courrier à Marie-Louise le 12 mars, et promulgue 11 décrets.
Le 13 mars, Napoléon quitte Lyon à 13 h pour Villefranche-sur-Saône, où il est reçu à 15 h par 60 000 personnes assemblées. Il est à Mâcon le soir. Le préfet Auguste-Jean Germain de Montforton s'est enfui la veille, après avoir publié un libelle injurieux. La Garde l'a[pas clair] rejoint par coche sur la Saône.
Le 15 mars, départ de Chalon-sur-Saône, il prend la route de la Bourgogne, passe par Autun. Dans la nuit, le baron Passinges, un officier d'ordonnance du maréchal Ney qui est à Lons-le-Saunier, vient lui annoncer le ralliement de ce dernier.
Le 16 mars, départ d'Autun pour Avallon par Chissey-en-Morvan. Le 17 mars Napoléon quitte Avallon pour Auxerre, où il loge à la préfecture auprès du préfet Gamot, beau-frère du maréchal Ney. Le 18 mars l'empereur et le maréchal se rencontrent. La défection du maréchal Ney fait forte impression dans la capitale. La Garde, arrivée à Chaumont, aux ordres du maréchal Oudinot, rejoint Napoléon. À Auxerre Napoléon écrit à Marie-Louise sa troisième lettre depuis son départ de l'île d'Elbe.
Le 19 mars, Napoléon a organisé la dernière étape qui le conduit à Paris. D'Auxerre à Sens par Joigny, pendant que l'empereur galope, l'armée abandonne le roi. À Sens, le maire, François de Laurencin, vient se présenter. L’empereur, qui redoute une révolution sanglante dans la capitale, lui dit : « Les avant-postes sont aux mains. Il n'y a pas un moment à perdre pour empêcher le sang de couler, et ma présence seule peut tout rallier ».
Cette nuit-là Louis XVIII part en direction de Beauvais, pour passer la nuit à Grandvilliers chez Antoine Delamarre, qui organise sa fuite. Le duc de Berry et le maréchal Marmont, lequel commande alors la maison du Roi, forment l'escorte. Tous les ministres partent dans la nuit. Le maréchal Macdonald fait passer l'ordre aux troupes du roi de se replier vers Saint-Denis pour se rendre à Beauvais. À la nuit, Napoléon et sa suite arrivent à Pont-sur-Yonne.
Arrivé à Fossard, l’empereur trouve les hommes du 13e dragons de l'armée du duc de Berry. Les officiers sont partis, tandis que les simples dragons préfèrent rallier l'armée de l'empereur. Dans la nuit, en route pour Melun où il croit trouver l'armée du duc de Berry, voyant les troupes échelonnées sans officiers, Napoléon décide de rentrer à Fontainebleau et bifurque par Moret-sur-Loing. Toujours inquiet, croyant Louis XVIII à Paris, il redoute un soulèvement populaire. Lorsqu'il arrive à Fontainebleau la ville dort mais le château est illuminé.
Le 20 mars, le général Haxo, qui pense rejoindre Louis XVIII, trouve les Tuileries quasiment désertes. À 7 h, Lavalette a pris la direction de la Poste, prévient les maîtres de postes que l'empereur sera là avant deux heures et donne l'ordre de ne plus fournir de chevaux sans autorisation. Lavalette interrompt la publication du Moniteur universel. Aux Tuileries, le ministre des Finances laisse 50 millions dans les coffres. L'empereur est en route pour Paris.
À Paris, le drapeau tricolore flotte aux Tuileries à 2 h 20, et sur le dôme de l'Horloge aux Invalides à 2 h 30. À 2 h 45, au lycée Louis-le-Grand, Sadi Carnot par la fenêtre voit le drapeau hissé au sommet de la colonne Vendôme. Napoléon entre dans la capitale : à neuf heures du soir il est dans la cour du château des Tuileries et constitue aussitôt son gouvernement. La « révolution du 20 mars » s'appuie plus sur un ralliement militaire que sur un soutien populaire, si bien que certains historiens, comme Thierry Lentz, considèrent que cette reprise du pouvoir avec initialement 900 hommes est un coup d'État militaire.

### Les réactions au retour de l'empereur
Le 18 mars, aux Pays-Bas, le prince d’Orange, souverain des Pays-Bas depuis quelques mois, publie une patente où il déclare prendre les titres de roi des Pays-Bas et duc du Luxembourg. À Bruxelles il passe en revue les troupes, qui lui prêtent serment. La foule regarde passer l'état-major néerlandais et, vers le soir, les troupes descendent ouvrir la voie aux alliés anglais annoncés.
Les généraux Maison et Dessolles, fidèles au roi, viennent dire à Blacas, favori du roi, qu'ils se tiennent prêts à sacrifier leur vie en attaquant Napoléon. Mais que leur résistance ne serait jamais pardonnée, et qu'en cas d'échec ils perdraient leur fortune et devraient s'exiler. Il leur fut compté à chacun 200 000 francs. La Bourse de Paris tombe à 66 francs contre 78 le 5 mars.
Autre débâcle, chez les libéraux, anciens conventionnels, ralliés et assis entre deux chaises, on s'esquive : La Fayette rentre en Auvergne. Madame de Staël ferme son salon. Dans ce désarroi, Chateaubriand suggère de se ranger autour du roi pour se faire égorger. Seule Juliette Récamier garde la porte ouverte, et Benjamin Constant, qui vient de terminer son Adolphe, écrit un article qui paraît dans Le Journal des débats : « Il reparaît, cet homme teint de notre sang ! cet Attila… »
Le 18 mars, en Italie, Murat se met en marche pour Rome. Le 20 mars, à Vienne, en Autriche, l'Aiglon s'apprête à fêter ses 4 ans. À l'annonce du débarquement de son père, on lui a fait quitter le château de Schönbrunn pour le palais froid de la Hofburg plus facile à surveiller. Les sentinelles sont doublées et habillées en domestiques, avec ordre de surveiller les trois Français qui restent et qui ne vont pas tarder à partir, Madame de Montesquiou, Méneval et Bausset.
Le général Neipperg fait ses adieux à Marie-Louise et part prendre la tête d'une division en Italie contre le beau-frère de l'impératrice, Murat.
Ce même jour, à Londres, à la Chambre des communes, Samuel Whitbread, leader des Whigs, opposants à la lutte contre la France, se lève pour poser des questions au tout puissant Castlereagh, Premier ministre, qui vient de rentrer du Congrès de Vienne. « Est-ce bien le moment de relancer l'Angleterre dans une guerre sur le continent qui achèvera de nous épuiser ? Votre célèbre assemblée de Vienne a tant fait qu'elle a ramené Bonaparte sur la scène politique, elle l'y ramène investi d'une nouvelle force morale sur ses adversaires. Je voudrais savoir si les Puissances n'ont pas donné elles-mêmes à Bonaparte des sujets légitimes de plainte ? Le traité de Fontainebleau a-t-il été violé ? A-t-on refusé de payer la pension qu'on lui avait promise ? A-t-on essayé d'enlever au jeune fils de Bonaparte les duchés de Parme ? Si Bonaparte triomphe, il est vraisemblable que de grands revers lui auront mieux appris à juger ses véritables intérêts et que par conséquent, l'Angleterre pourrait rester en paix avec lui. »

## La situation intérieure
Dès son retour à Paris le 20 mars 1815, la première préoccupation de Napoléon est de former un gouvernement. La chose ne va pas de soi : il faut forcer la main à Caulaincourt pour qu'il reprenne les Relations extérieures. Parmi les hommes-clés d'un gouvernement hétérogène figure Joseph Fouché, qui ne croit pas à la survie du régime et prépare déjà l'après-Napoléon.
Napoléon travaille non sans mal à reprendre le contrôle de l'administration. Le corps préfectoral est épuré : l'empereur révoque 61 préfets le 6 avril, mais le reste du personnel administratif ne suit pas.
Il est hors de question de rétablir purement et simplement l'empire autoritaire tel qu'il était jusqu'en 1814. Le pays est maintenant divisé entre royalistes, bonapartistes, jacobins et libéraux. Malgré ses appels au peuple au cours de sa marche vers Paris, Napoléon se méfie des élans révolutionnaires et préfère s'appuyer sur les notables. Il veut infléchir les institutions dans un sens libéral pour rassurer la bourgeoisie libérale, qui craint une reprise de la guerre et s'était accommodée de la Charte octroyée par les Bourbons en 1814. L'empereur met donc en chantier une réforme constitutionnelle, à laquelle on donne le nom d'Acte additionnel aux constitutions de l'Empire, car elle vient modifier sans les abroger les constitutions bonapartistes précédentes. Sa rédaction, avec la collaboration de Benjamin Constant, est achevée le 21 avril 1815, le texte étant publié le 23. Une de ses principales dispositions est le remplacement du Corps législatif et du Sénat par une Chambre des représentants et une Chambre des pairs. Cette publication doit être suivie d'un plébiscite.
Napoléon n'attend pas la tenue de cette consultation pour organiser, par un décret du 30 avril, des élections législatives et des élections municipales dans les communes de moins de 5 000 habitants. La participation au scrutin législatif est faible, et le mode de scrutin est le suffrage censitaire - à Marseille, exemple souvent cité, seuls treize électeurs sur 231 inscrits émettent un vote. Les députés qui font leur entrée au Palais Bourbon sont tout sauf acquis à Napoléon : on peut y dénombrer quelque cinq cents libéraux de diverses tendances, une quarantaine d'anciens révolutionnaires et à peine quelque quatre-vingts bonapartistes. Les royalistes se sont tenus à l'écart du scrutin. Les élections municipales sont un camouflet pour Napoléon : de nombreux maires et adjoints, entrés en fonction en 1814 sous la première Restauration et que Napoléon a révoqués, retrouvent leur poste.

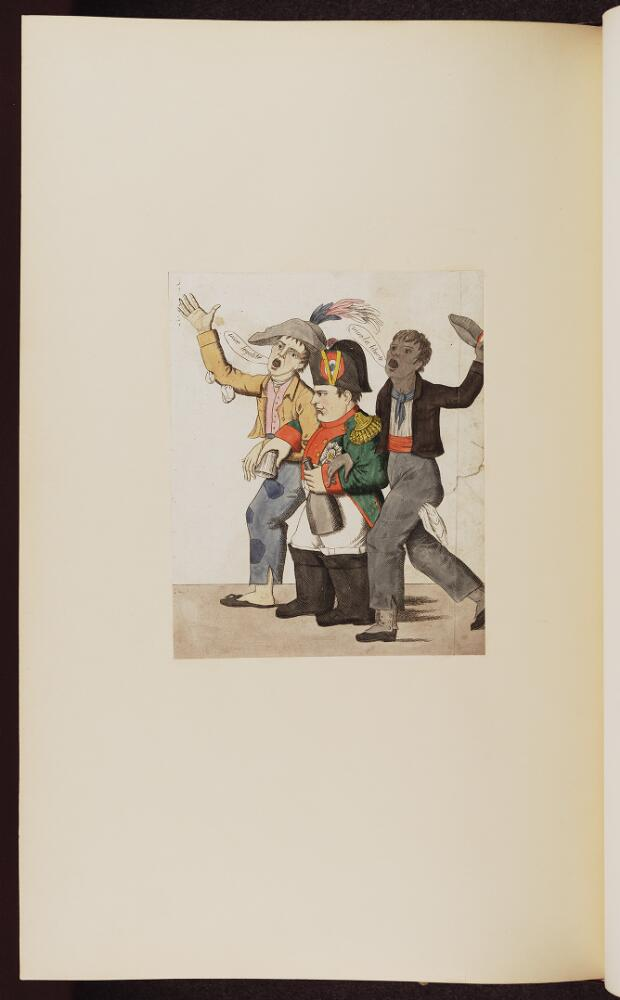
« Vive l'égalité, vive la liberté », caricature de Bonaparte, Bodleian Library.

Les résultats du plébiscite sont tout aussi décevants : sur cinq millions d'électeurs, 1 550 000 votent oui et environ 5 700 non. La désaffection pour le régime se manifeste ici aussi par le nombre élevé d'abstentions. À l'occasion de la proclamation des résultats du plébiscite, Napoléon organise une cérémonie qu'il veut solennelle, baptisée Champ de mai. Elle se tient au Champ-de-Mars le 1er juin 1815. Y sont conviés les membres de tous les collèges électoraux et les députations de l'armée. Les festivités, dont la pompe et le faste paraissent surannés, sinon ridicules, à de nombreux témoins, tournent au fiasco. Ce qui devait être une journée de communion nationale autour du trône impérial déçoit la plupart des spectateurs, à l'exception des soldats qui acclament leur chef.
Si l'Est et le Nord-Est sont globalement favorables à Napoléon, le Midi et l'Ouest comptent de nombreux foyers de sympathisants royalistes. Dans la région de Nîmes, le duc d'Angoulême rassemble des volontaires et tente de remonter vers le nord à partir du 26 mars. Les forces royalistes s'emparent de Montélimar et de Valence, mais Napoléon envoie contre elles le général Grouchy. Le 8 avril le duc d'Angoulême capitule à La Palud. Napoléon, qui hésite sur le sort qu'il convient de lui réserver, finit par l'autoriser à quitter la France. Le 16 avril, Marseille, hostile à l'empereur, renonce de mauvais gré à résister. À Bordeaux, la duchesse d'Angoulême, dont Napoléon dit qu'elle est « le seul homme de la famille des Bourbons », peut compter sur des volontaires royaux mais, face à l'hostilité des troupes régulières, gagne l'Angleterre. Une agitation autrement dangereuse se développe en Vendée, où les « Bleus » (impériaux) affrontent les « Blancs » (royalistes). Louis de La Rochejaquelein prend la tête de l'insurrection. Le 21 mai Napoléon place le général Lamarque à la tête d'une armée de la Loire forte de quelque 20 000 hommes, dont 10 000 soldats réguliers. Le 4 juin La Rochejacquelein est tué. Les royalistes finissent par rendre les armes à Cholet le 26 juin, alors que Napoléon a déjà abdiqué.
D'autre part, par le décret du 29 mars 1815, Napoléon supprime la traite des Noirs « sans restriction », ainsi que la traite des Noirs dans toutes les colonies françaises. Louis XVIII renouvelle l’abolition « sans réserve et pour toujours », par un article supplémentaire conclu avec l’Angleterre le 20 mars 1815, et par l’ordonnance royale du 8 janvier 1817, que vient confirmer la loi du 15 avril 1818. Cette dernière loi prononce la confiscation des navires pris en flagrant délit de traite des noirs et l’interdiction de leurs capitaines.

## La situation extérieure: situation et nombre des puissances liguées contre la France
Dès le 13 mars 1815, les grandes puissances européennes réunies au congrès de Vienne réagissent de manière virulente à la perspective que Napoléon puisse ainsi chasser les Bourbons du trône de France. Par une déclaration commune, les représentants du Royaume-Uni de Grande-Bretagne et d'Irlande, du royaume de France, de l'Empire russe, de l'Autriche, du royaume de Prusse, de l'Espagne, du royaume de Portugal et de la Suède-Norvège font savoir que Napoléon « s'est placé hors des relations civiles et sociales et que, comme ennemi et perturbateur du repos du monde, il s'est livré à la vindicte publique. ».
Napoléon tente d'apaiser leur colère en affirmant qu'il reconnaît le traité de Paris. Il envoie également des émissaires au Tsar Alexandre Ier et à l'empereur d'Autriche François Ier, mais en vain. Les puissances alliées se sont résolues à l'abattre définitivement.
Le 25 mars l'Angleterre, la Russie, l'Autriche et la Prusse concluent un traité d'alliance par lequel ils conviennent que chaque signataire doit lever 150 000 hommes pour mettre Napoléon hors d'état de nuire. D'autres pays rejoignent la coalition au cours des semaines suivantes. L'Angleterre en est le bailleur de fonds à concurrence de 9 millions de livres. Malgré les efforts de Napoléon pour rassurer l'Europe, les alliés présentent une fin de non-recevoir à toutes les offres françaises de négocier.
Dès le mois d’avril 1815, les armées russes repassent le Niémen, celles de la Prusse et de l’Autriche sont en partie sur le pied de paix. La plupart des corps prussiens occupent la rive droite de l’Elbe, et une bonne partie de l’armée autrichienne tient garnison dans le royaume de Naples. Les Anglais doivent rapatrier la moitié de leurs forces depuis l'Amérique, jusqu'alors engagées dans la seconde guerre contre les États-Unis.
Les armées de la Russie, de l’Autriche, de la Prusse et de l’Angleterre ne pouvaient être complétées chacune à 150 000 hommes (suivant les conventions faites entre ces puissances), et ne pouvaient être rendues sur les frontières de la France que vers la fin du mois de juillet. L’armée anglaise, renforcée de celle du royaume de Hanovre, ne pouvait compter que 80 000 hommes. Les contingents de Hollande et Belgique, de Nassau, de Danemark, des maisons de Saxe, de Bavière, de Hesse, de Bade et de Wurtemberg devaient se fondre dans les armées des quatre grandes puissances.
Au début du mois de juin, il n’y avait que les armées des généraux Blücher et Wellington qui fussent en mesure de se battre ; elles présentaient une force disponible de 200 000 hommes. Les forces combinées contre la France, d'après les documents officiels[Lesquels ?], représentaient :
| Nationalité              | Effectifs |
| ------------------------ | --------- |
| Autrichiens en Italie    | 159 000   |
| Autrichiens en Allemagne | 150 000   |
| Russes                   | 280 000   |
| Prussiens                | 220 000   |
| États d'Allemagne        | 150 000   |
| Néerlandais              | 50 000    |
| Britanniques             | 59 000    |
| Total :                  | 1 068 000 |

Conscient de sa dramatique infériorité numérique face aux armées coalisées qui s'apprêtent à réenvahir la France, Napoléon ne voit d'autre solution que de prendre la tête de l'armée du Nord et de lancer une offensive éclair vers la Belgique où stationnent deux armées, l'une commandée par le Britannique Wellington, l'autre par le Prussien Blücher. Il a l'intention de manœuvrer de façon à les affronter séparément. Une fois ces deux armées vaincues, il pense être en position de négocier.

## Campagnes et batailles des Cent-Jours
La campagne de Belgique se termine par la bataille de Waterloo, le 18 juin 1815. Les deux armées de la Coalition sont victorieuses et Napoléon doit fuir vers Paris, talonné par ses ennemis.

## Fin du règne

### Le dernier plan de l'empereur
Napoléon, vaincu mais pas abattu, pense déjà à sa revanche. Le 19 juin, il écrit à son frère Joseph pour lui annoncer son plan de campagne. Il se fait fort de rassembler 150 000 hommes de troupes de ligne, 100 000 fédérés gardes nationaux et 50 000 hommes des dépôts. Si Grouchy le rejoint avec ses 50 000 hommes, il aura plus de 300 000 soldats à opposer à l'ennemi, avec « les chevaux des calèches pour tirer les pièces de l'artillerie ». Ensuite, une levée en masse dans les provinces de l'Est : « Je submergerai l'ennemi. ».

### Abdication et exil

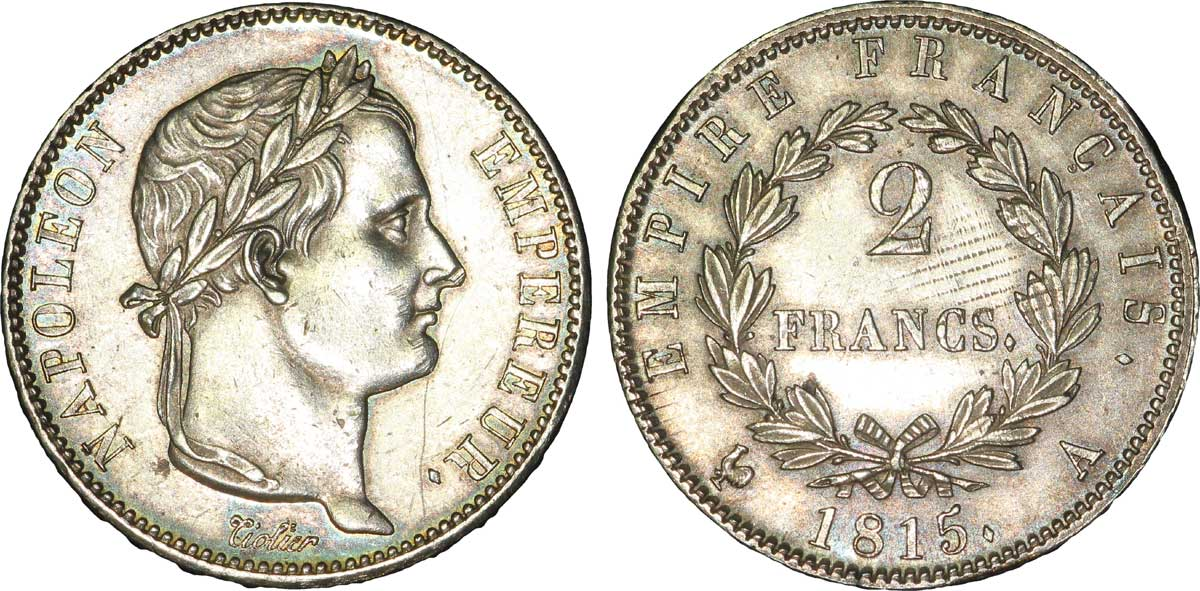
2 francs Cent-Jours, 1815, Paris.

Napoléon arrive le 20 juin à Paris. Les Chambres refusent de voter la poursuite de la guerre. Il abdique le 22 juin et fait affréter deux frégates pour se rendre aux États-Unis avec sa famille. Du 25 au 27 juin des émeutes éclatent à Marseille et de nombreux mamelouks associés à Napoléon sont massacrés. Alors que les Alliés sont déjà à Compiègne, il quitte la Malmaison le 29 juin pour Rochefort. Les dernières batailles se livrent autour de Paris entre le 1er et le 3 juillet. Il arrive à l'île d'Aix le 9 juillet et se rend volontairement aux Britanniques le 15, espérant qu'ils lui permettraient de s'exiler aux États-Unis. Mais le gouvernement britannique l'exile à Sainte-Hélène, un îlot désolé au milieu de l'Atlantique sud, avec quelques volontaires : les généraux Bertrand et de Montholon et le comte de Las Cases.

## Conséquences

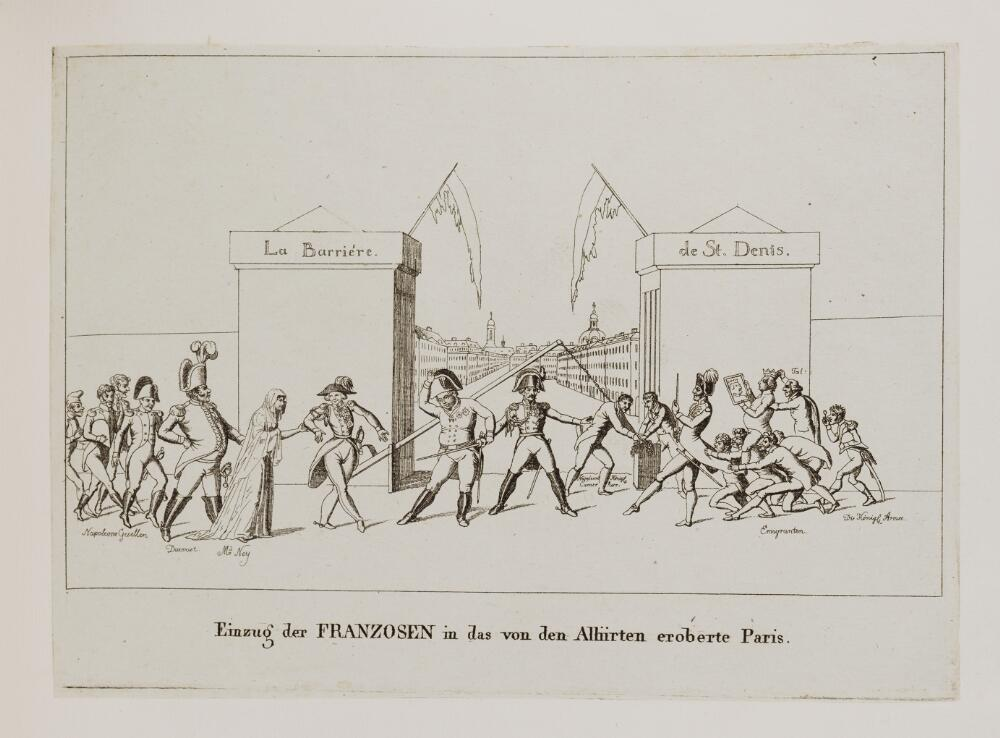
Le retour des royalistes français à Paris après la prise de la ville par les alliés, caricature allemande.

L'ensemble des batailles (la Campagne de Belgique et la Campagne de France), survenues durant la période des Cent-Jours entraîna la mort de plus de 100 000 hommes dans les deux camps, tués ou disparus lors des combats.
Des bandes ultra-royalistes pourchassent les bonapartistes, et plusieurs sont exécutés sans jugement : ce fut la Terreur Blanche. Louis XVIII retrouve le trône une seconde fois. La France perd quelques places frontalières, est de nouveau en partie occupée, et doit s'acquitter envers les Alliés d'une indemnité de guerre équivalente au budget annuel de l'État.
Les Cent-Jours ont certainement contribué à faire entrer Napoléon Bonaparte dans la légende. Lors de son premier exil Napoléon avait quitté la France très impopulaire. Le peuple le rendait responsable des nombreux morts français de la campagne de Russie, de l'invasion massive de la France en 1814 (ce qui n'était pas survenu depuis la guerre de Cent Ans) et de toutes les calamités que cette occupation étrangère avait engendrées. Cependant la monarchie des Bourbons rétablie se rend très vite impopulaire auprès des Français, notamment en s'attaquant à l'héritage révolutionnaire français, dont Napoléon s'est toujours posé en garant.
Son retour ravive l'espoir national. Les Français l'accueillent en héros de la nation. Tout Paris est en liesse lorsqu'il revient triomphalement dans la capitale. Enfin, le retour de Napoléon donne vie au mythe napoléonien : l'empereur devient dans l'inconscient populaire comme éternel, jamais totalement vaincu. Même lorsqu'il abdique une seconde fois au bout des Cent-Jours et se retrouve exilé bien plus loin, sur l'île de Sainte-Hélène, beaucoup placeront leur espoir en un retour prochain de l'empereur dans les années suivantes.
Les conséquences territoriales et financières des Cents-Jours sont sérieuses : les alliés exigent désormais des "garanties" de la France. Elle se traduisent par :
- la perte de la Savoie et de l'ancien comté de Nice (rive gauche du Var) au profit du royaume de Sardaigne ;
- perte d'une série de places fortes et leur alentours, sur les frontières nord et est : Condé, Philippeville, Mariembourg, Givet, Charlemont, Sarrelouis, Landau (qui appartenait à la décapole alsacienne rattachée à la France depuis 1674 par Louis XIV) ; le duché de Bouillon;
- perte du Fort de Joux et du fort de l'Écluse à la Suisse ; destruction des fortifications de Huningue, au-dessus de Bale et engagement de ne jamais les reconstruire ;
- une indemnité de 700 millions de francs-or pour les frais de campagne des alliés pendant les 100 jours ;
- 200 millions de francs pour financer les fortifications à construire ou reconstruire des voisins limitrophes de la France ; un réseau de forteresses frontalières sera ainsi construit avec ce financement français sur les frontières nord et est en complément des places fortes perdues : plus de 23 forteresses frontalières seront aussi financées pour les pays voisins : Ypres, Ath, Menin, Mons, Charleroy, Tournai…
- occupation militaire par 150 000 hommes des armées alliées, des villes frontières de Valenciennes, Bouchain, Cambrai, Maubeuge, Landrecies, Le Quesnoy, Avesnes, Rocroi, Longwy, Thionville, Bitche, la tête de pont du Fort Louis, la citadelle de Strasbourg, pendant 3 ans au moins et jusqu'à 7 ans au plus ;
- renoncement de la France au droit de tenir garnison à Monaco, transféré au royaume de Sardaigne ;
- création d'une zone neutralisée autour de la Savoie (rattachée au royaume de Sardaigne) (qui perdurera jusqu'en 1919).
- Cession au canton de Genève les communes de Collex-Bossy (avec Bellevue), Le Grand-Saconnex, Meyrin, Pregny, Vernier,Versoix et une partie de Sauverny; Ferney (Ferney Voltaire restera hors des limites fiscales françaises)
- Restitution des archives de Venise et de Rome ;
- Restitution de nombreuses œuvres d'art du « musée Napoléon » (Le Louvre actuel) , quel qu'aient été leur moyen d'acquisition ; notamment en Allemagne, en Italie, aux Pays-Bas (y compris en Belgique) ;
- Expropriation des français ayant acquis des propriétés dans les pays libérés pendant l'ère napoléonienne ;
- L'île d'Elbe, officiellement annexée par la France en 1802 et érigée par le congrès de Vienne en principauté de l'île d'Elbe donnée en toute souveraineté à Napoléon Ier suivant le traité de Fontainebleau du 11 avril 1814, est attribuée après la seconde abdication de l'empereur au grand-duché de Toscane.
- En outre-mer : (a compléter)

Le seul progrès de ce traité est l'abrogation immédiate de la traite des esclaves, pour laquelle, la France avait négocié un délai de mise en œuvre de 5 ans, lors du traité de 1814.

## Postérité

### Expression homonyme

#### En France
En France sous la Ve République, la presse fait volontiers un bilan des « cent jours » ou « cent premiers jours » au pouvoir d'un nouveau président de la République française sans que cela implique une comparaison avec Napoléon ; la plupart de ces présidents étant d'ailleurs au pouvoir pour la première fois. En réalité, l'expression fait plutôt allusion à la durée moyenne de l'état de grâce post-électoral, c'est-à-dire le lendemain immédiat de l'élection début mai, la campagne des élections législatives qui la suivent, et enfin la pause estivale; soit une centaine de jours sur la période de mai à mi-aout, peu propice aux manifestations, durant laquelle le président encore au faîte de sa popularité a l'occasion de lancer les réformes les plus ambitieuses, qui sont rarement les plus populaires. Compte tenu de son utilisation préexistante en historiographie, le choix de l'expression était donc particulièrement malheureux et inapproprié. Ce sens journalistique demeure très secondaire par rapport à l'acception générale de dernier évènement de l'épopée napoléonienne.
Lors d'une allocution le 17 avril 2023, en plein mouvement social contre la réforme des retraites, le président Emmanuel Macron propose « cent jours d'apaisement », tout en affirmant la nécessité d'être « dur avec ceux qui veulent nous crever la paillasse ». Cette référence historique est remarquée par les grands médias français,,,.

#### En Chine
En Chine, l'expression est associée à la Réforme des Cent Jours initiée par l'Empereur Guangxu en 1898. À l'image du retour éphémère de Napoléon, cette période chinoise connaît le même destin funeste puisque en réaction, l'Empereur de Chine se voit renversé par l'opposition conservatrice à la Cour impériale.

### Dans la littérature
Alexandre Dumas a décrit les cent jours dans Le Comte de Monte-Cristo dans le chapitre Le père et le fils : 

« Dis-lui ceci : "Sire, on vous trompe sur les dispositions de la France, sur l’opinion des villes, sur l’esprit de l’armée ; celui que vous appelez à Paris l’ogre de Corse, qui s’appelle encore l’usurpateur à Nevers, s’appelle déjà Bonaparte à Lyon, et l’Empereur à Grenoble. Vous le croyez traqué, poursuivi, en fuite ; il marche, rapide comme l’aigle qu’il rapporte. Les soldats, que vous croyez mourants de faim, écrasés de fatigue, prêts à déserter, s’augmentent comme les atomes de neige autour de la boule qui se précipite. Sire, partez ; abandonnez la France à son véritable maître, à celui qui ne l’a pas achetée, mais conquise ; partez, Sire, non pas que vous couriez quelque danger, votre adversaire est assez fort pour faire grâce, mais parce qu’il serait humiliant pour un petit-fils de saint Louis de devoir la vie à l’homme d’Arcole, de Marengo et d’Austerlitz." »